# Impatiens laumonieri
Impatiens laumonieri är en balsaminväxtart som beskrevs av Tatemi Shimizu. Impatiens laumonieri ingår i släktet balsaminer, och familjen balsaminväxter. Inga underarter finns listade i Catalogue of Life.